# ゼンメルクネーデル

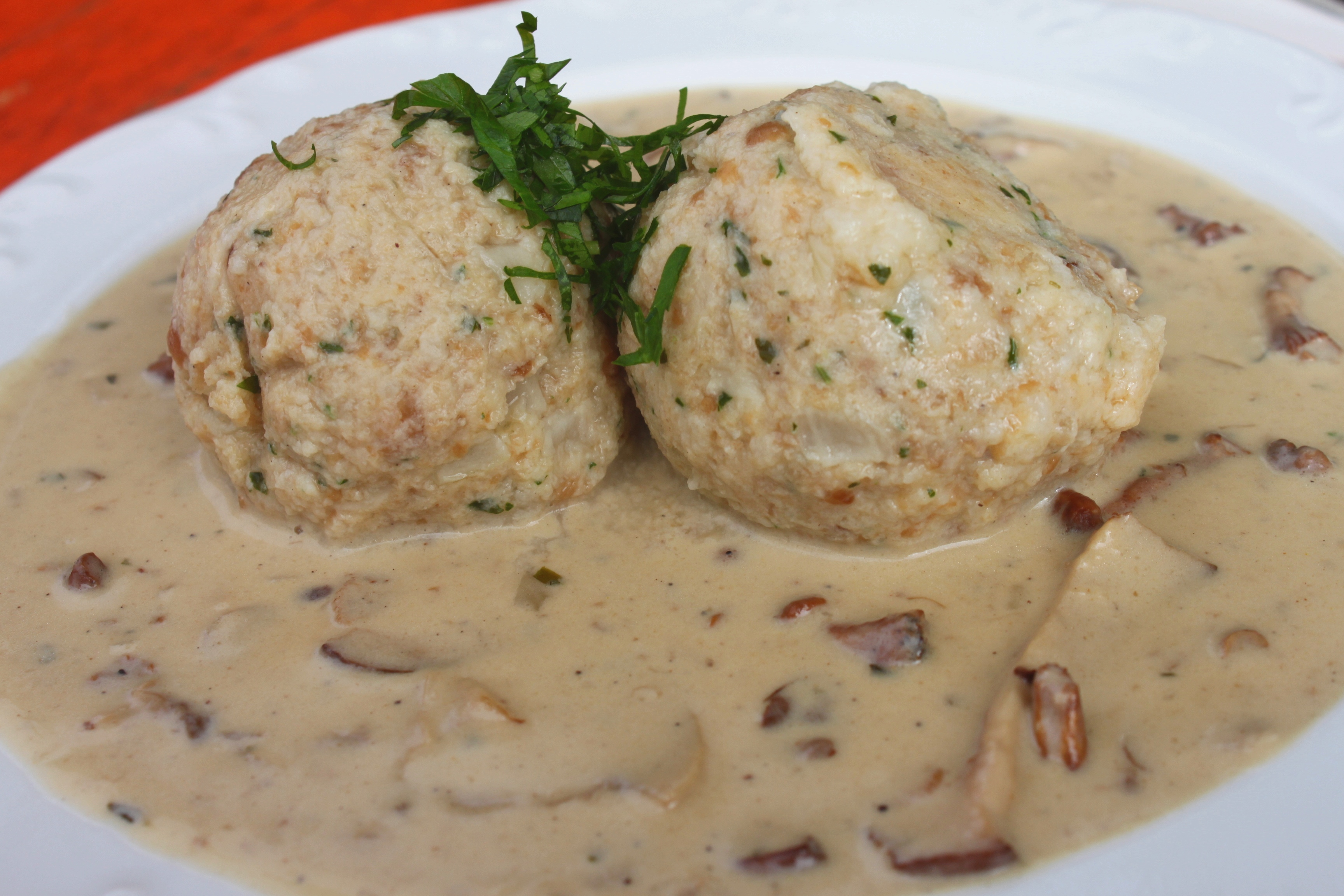
ゼンメルクネーデルのキノコソース

ゼンメルクネーデル（ドイツ語: semmelknödel）は、オーストリア料理、バイエルン料理の一種。

## 概要
小型のパン・ゼンメルを鶏卵と共にこねて作った団子（クネーデル）を茹でたものである。なお、ジャガイモをベースにしたクネーデルはカルトッフェルクネーデル（kartoffelknödel）と呼ぶ。
蒸しパンのような食感をしており、もちもちしてはいない。
キノコのクリームソースと合わせたり、肉料理の付け合わせとして提供されるほか、コンソメのようなさらりとしたスープに入れて食されることもある。

## カネーデルリ

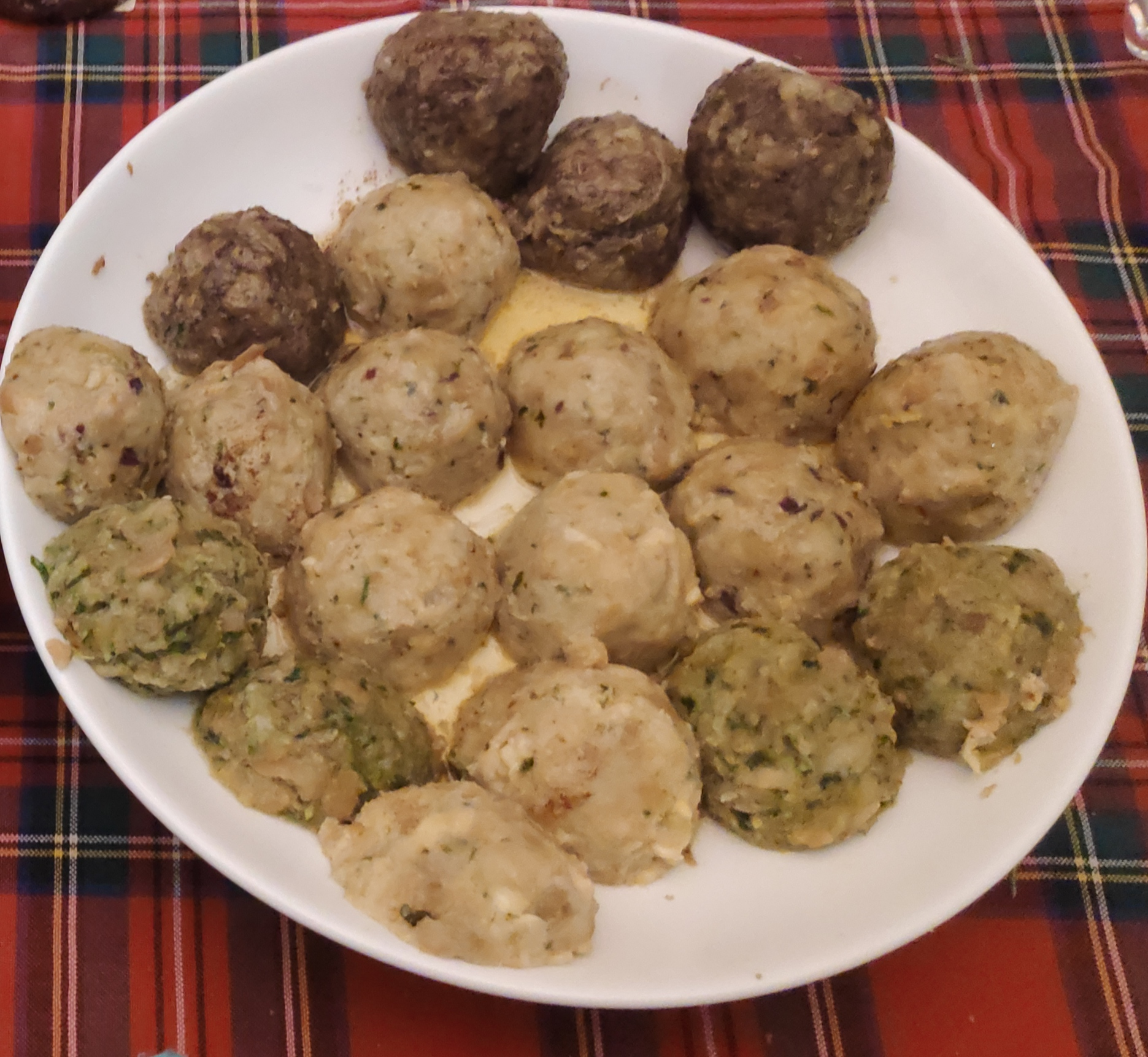
様々な味のカネーデルリ

イタリア北部の南チロルでは、同様のパンから作った団子をカネーデルリ、カネデルリ（イタリア語: canéderli）と呼ぶ。
南チロル料理を代表する一般的な料理であり、様々なレシピがある。スタンダートなレシピは、パン、鶏卵にスペック（speck）と呼ばれる燻製生ハムを加えたものである。
イタリアではブロードに入れて食べたり、セージで香り付けした溶かしバターとパルミジャーノ・レッジャーノをかけて食べる。溶かしチーズをかけて食すのが南チロル風である。
カネーデルリの誕生については、次のような言い伝えがある。15世紀、とある田舎の小さな家に男たちが押しかけ、すぐに食事を出さないと家を燃やすと脅した。その家の若い娘はパン、鶏卵、スペック、小麦粉を使って団子を作り、茹でて食べさせたところ、この団子がとても美味であったので男たちはおとなしく退散した。

### カネーデルリ・ドルチ
カネーデルリ・ドルチ（イタリア語: canéderli dolci）は、アプリコットやプルーンといった南チロルのフルーツのジャムを入れ、パン粉をまぶしたカネーデルリ。ボルツァーノ自治県西部のヴァル・ヴェノスタはアプリコットが名産であり、収穫の季節になるとアプリコットを丸ごと入れたカネーデルリ・ドルチを作る習慣がある。